# Sputoherpia galliciensis
Sputoherpia galliciensis is een Solenogastressoort uit de familie van de Amphimeniidae. De wetenschappelijke naam van de soort is voor het eerst geldig gepubliceerd in 2000 door Garcia-Alvarez, Urgorri & Salvini-Plawen.